# Pteropus melanotus
Pteropus melanotus (Крилан Бліта) — вид рукокрилих, родини Криланових.

## Опис
Довжина передпліччя: 153 мм. Середня вага: 600 гр. Має великі круглі очі й довгу мордочку. Великі чорні вуха мають добре закруглені кінчики. Колір шерсті  залежить від острова, який він населяє. Загалом, особини з Нікобарських островів мають коричневу голову і червонувате тіло, в той час як жителі островів Андаманських, як правило, мають чорну голову і коричневий корпус з сірими смужками. Особи з острова Різдва, як правило, мають чорнувату або темно-коричневу шерсть, приправлену сірувато-білим волоссям, трохи блідішу на задній частині шиї.

## Поширення
Країни поширення: Австралія — Острів Різдва, Індія — Нікобарські й Андаманські острови, Індонезія — острів Ніас. Раніше також існував на острові Енґано (Індонезія), але це населення, як вважають, було знищене сильним ураганом. Зустрічається в низинних тропічних лісах; був записаний від рівня моря до висоти 1000 м над рівнем моря. Як правило, лаштує місця спочинку в мангровій рослинності, проте, на острові Різдва, де немає мангрових лісів, лаштує сідала в напів-листяних тропічних лісах.

## Поведінка
Цей вид лаштує сідала у великих колоніях, що складаються з кількох тисяч осіб в мангрових заростях. Живиться як дикими, так і культурними плодами, а також квітами. Як запилювач і поширювач насіння багатьох місцевих дерев, він є одним з ключових видів в острівних екосистемах. На відміну від багатьох інших видів, цей вид у значній мірі активний у денний час, виходячи з цих великих колоній задовго до настання сутінків, щоб годуватися.
Щорічний сезон розмноження починається приблизно у вересні, і один малюк народжується після періоду вагітності п'ять місяців, при цьому більшість пологів відбуваються в період з грудня по лютий. Має складну полігамну систему, де невелика кількість самців спаровується з великою кількістю самиць. Маля чіпляється за шерсть матері, поки вона літає між місцями ночівель і харчування. Коли дитя стає трохи старшим, то залишається на сідалі поки самиця харчується, поки дитинча не почне літати. Молодь досягає статевої зрілості у віці близько 6 місяців, в той час як самці — у 18 місяців.

## Загрози та охорона
Втрата середовища проживання є однією з найбільших загроз, оскільки природні місця існування островів перетворюються на сільськогосподарські угіддя, розроблені для пов'язаних з туризмом заходами або підлягають вирубці. На вид також може негативно вплинути полювання, або для харчів або для традиційних "ліків". Населення Острова Різдва під найбільшою загрозою зникнення через хижацтво кішок, полювання і вплив мурахи (Anoplolepis gracilipes). Зміна клімату, ймовірно, вплине на вид, оскільки зачіпає ліси й водно-болотні екосистеми. Цей зникомий вид зустрічається в ряді охоронних районів в усьому діапазоні проживання.